# Gagauzská republika
Gagauzská republika (gagauzsky Gagauz Respublikası, rumunsky Republica Găgăuzia, rusky Республика Гагаузия, Respublika Gagauzija) byla samozvaným neuznaným politickým útvarem, který byl poprvé vyhlášen v roce 1989 a který se v roce 1990 během rozpadu Sovětského svazu oddělil od Moldavska, ale později se mírovou cestou připojil k Moldavsku poté, co byl v letech 1991-1995 de facto nezávislý.

## Historie
Dne 12. listopadu 1989 se konal zvláštní sjezd zástupců Gagauzského lidu, na němž byla v Moldavské SSR vyhlášena Gagauzská autonomní sovětská socialistická republika, ale následujícího dne prezidium Nejvyššího sovětu Moldavska rozhodnutí zvláštního sjezdu zrušilo a označilo je za protiústavní.
Sjezd lidových poslanců stepního jihu Moldavské SSR vyhlásil 19. srpna 1990 odtržení od Moldavské SSR a vznik Gagauzské republiky v rámci Sovětského svazu. O dva dny později se konalo mimořádné zasedání předsednictva Nejvyšší rady Moldavské SSR a bylo přijato rozhodnutí o prohlášení republiky za nezákonnou a sjezdu za protiústavní. Do Gagauzie byl vyslán oddíl moldavských dobrovolníků a policejní jednotky, aby potlačily disent, ale příjezd vojáků SSV zabránil krveprolití.
Zpočátku se republika skládala z pěti okresů: Comrat, Ceadîr-Lunga, Vulcănești, Basarabeasca, Taraclia.
Gagauzská republika se nikdy formálně nevyhlásila za nezávislou a fakticky nezávislým státem se stala až po rozpadu Sovětského svazu.
Dne 23. prosince 1994 byl na základě dohod mezi Gagauzskou republikou a Moldavskou republikou podepsán dokument o mírové reintegraci Gagauzie s autonomními právy. V platnost vstoupil 14. ledna 1995. Reintegrace Gagauzie probíhala od prosince 1994 do června 1995, kdy Gagauzská republika právně zanikla a stala se autonomním územní jednotkou Gagauzie.

## Ozbrojené síly
S rozvojem konfliktu v Gagauzii a s přetrvávajícím napětím mezi Gagauzskem a centrální vládou v Kišiněvě začaly gagauzské samosprávy zakládat polovojenské struktury pro svou sebeobranu. Nejvýznamnější z nich byl prapor Budjak (gagauzsky Bucak Batalyonu; rumunsky Batalionul Bugeac), který vedl gagauzský nacionalista a politik İvan Burgucu.